# Concierto para oboe (Martinů)
El Concierto para oboe y pequeña orquesta, H. 353, de Bohuslav Martinů fue compuesto en 1955 para el oboísta checo nacido en Australia Jiří Tancibudek. Tancibudek había estado realizando oboe recitales en Australia después de su emigración y a menudo le pedían que tocara más música checa. A pesar de que él nunca llegó a conocer a Martinů, ambos habían tocado en la Orquesta Filarmónica Checa (aunque con 30 años de diferencia). Cuando Tancibudek escribió al compositor en la década de 1950 pidiendo una pieza, inicialmente fue rechazado. Pero Martinů le contestó de nuevo en 1954, diciendo que iba a escribir la obra y  pidió a Tancibudek que la diera a conocer por el mundo.
Fue patrocinado por el periódico de Sídney Daily Telegraph en la celebración de los Juegos Olímpicos de 1956 en Melbourne. Tancibudek dio el estreno mundial en agosto de 1956 en Sídney, con el Orquesta Sinfónica de Sídney dirigida por Hans Schmidt-Isserstedt.
Tancibudek también dio el estreno europeo en Londres (27 de febrero de 1958 en el Estudio de la BBC en Maida Vale), Hamburgo (marzo de 1958), y Viena, y el estreno norteamericano en Vancouver, Canadá. Iba a tocar en el estreno británico en los Proms pero las limitaciones de tiempo se lo impidieron; en lugar de ello se estrenó en los Proms el 24 de agosto de 1959, cuatro días después de la muerte del compositor, por la amiga de Tancibudek, Evelyn Rothwell, con su esposo Sir John Barbirolli dirigiendo. El estreno checo tuvo lugar en 1960, con František Hanták como solista.
Los tres movimientos están marcados:
- Moderato
- Poco andante
- Poco allegro.[13]

La partitura revela la influencia de Ígor Stravinski, incluyendo una cita de un motivo de Petrushka en el segundo movimiento.
La partitura contiene una parte importante para un piano orquestal. Tiene una duración aproximada de dieciséis minutos.

## Ediciones de la partitura
Tancibudek obtuvo permiso del compositor para conservar el manuscrito del concierto. Tras compararlo con la obra publicada después de la muerte de Martinů, se dio cuenta de un considerable número de discrepancias. En la década de 1980, él y James Brody de la Universidad de Indiana publicaron una lista de correcciones con algunas sugerencias interpretativas. Él y Maurice Bourgue trabajaron juntos en la publicación de la edición crítica. Maurice Bourgue y Guy Porat publicaron una edición revisada en el 2008. Esta edición restaura la segunda cadencia en el último movimiento (eliminada por sugerencia de Tancibudek), y corrige algunos errores en la parte del solista.